# 沙上站 (釜山地铁)
沙上站（：／ Sasang yeok */?）是釜山地鐵2號線與釜山－金海輕電鐵沿線交會的一座轉乘車站，同時也是釜山－金海輕電鐵的起點車站，位於韓國釜山廣域市沙上区掛法洞，韓語副站名為「西部客運站」（서부터미널）。未來釜山地鐵5號線完工後，將於本站交會轉乘。

## 車站結構
兩條路線站體均為2面2線的側式月台，候車月台設有月台幕門。2號線是地下車站，釜山－金海輕電鐵則是高架車站。
2號線無法轉乘對列車，但釜山－金海輕電鐵可通過候車室轉乘對向列車。

### 2號線月台

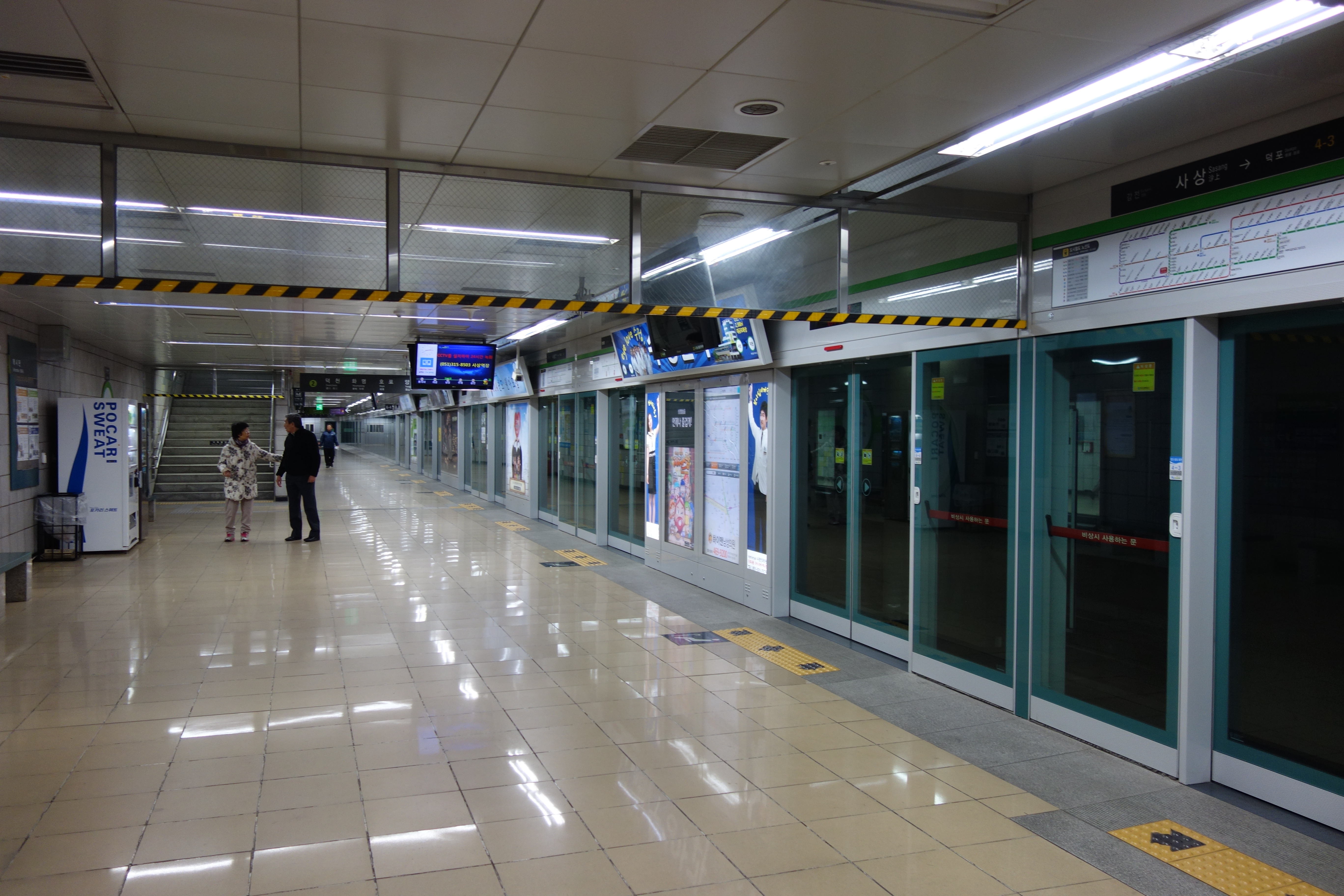
2號線候車月台

| 甘田 ↑ |
| \| 上  |
| ↓ 德浦 |

| 月台 | 路線               | 目的地                       |
| ---- | ------------------ | ---------------------------- |
| 上行 | ●釜山都市铁道2号线 | 西面、水營、海雲臺、萇山方向 |
| 下行 | ●釜山都市铁道2号线 | 德川、華明、湖浦、梁山方向   |

### 釜山－金海輕電鐵月台

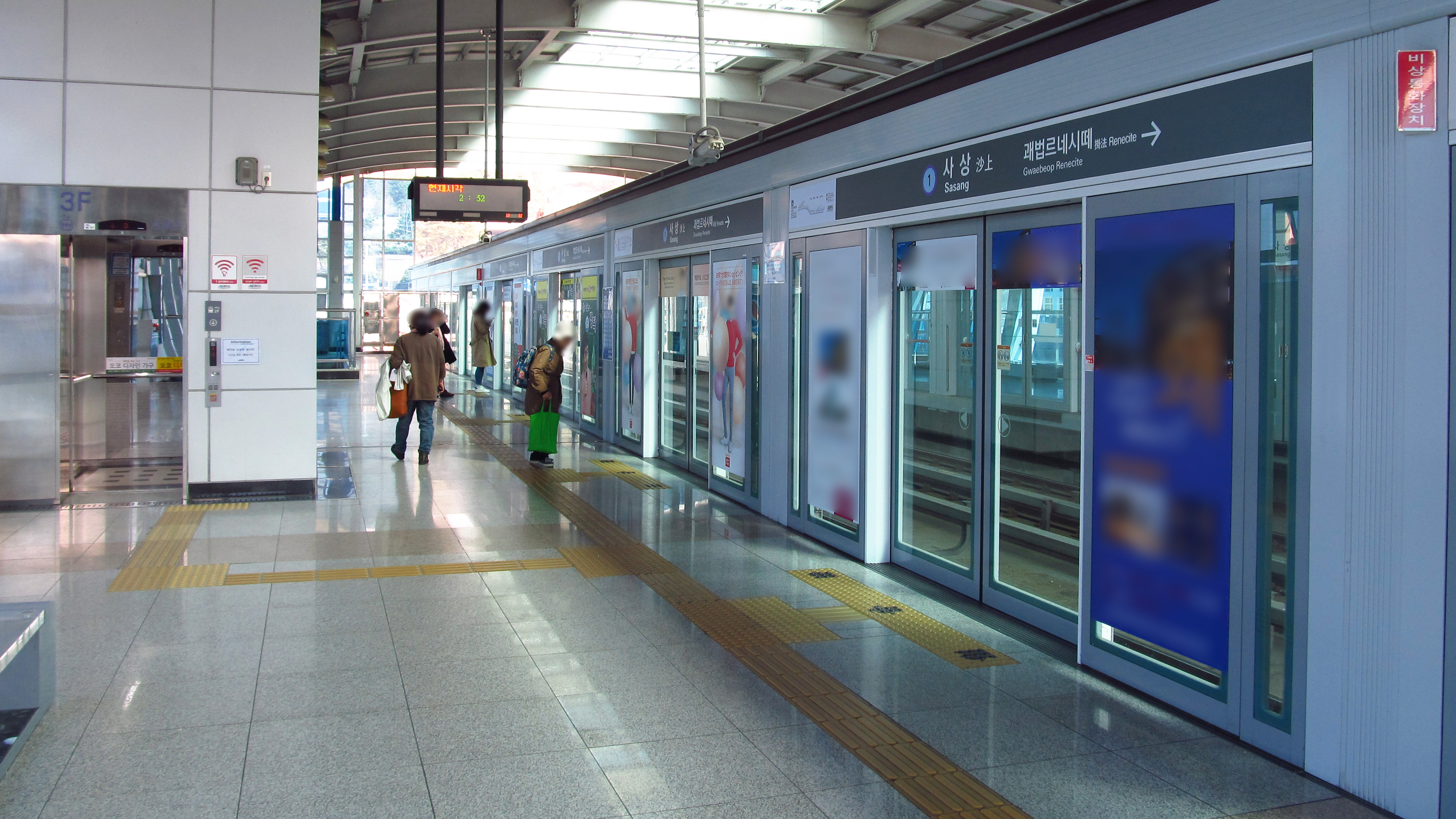
釜山－金海輕電鐵候車月台

| 起終點站       |
| \| 上          |
| ↓ 掛法Renecite |

| 月台 | 路線              | 目的地                           |
| ---- | ----------------- | -------------------------------- |
| 上行 | ●釜山－金海轻电铁 | 此站終着                         |
| 下行 | ●釜山－金海轻电铁 | 機場、大渚、首露王陵、加耶大方向 |

## 歷史
- 1999年6月30日：落成啟用。
- 2011年9月16日：釜山－金海輕電鐵站體開通。

## 車站周邊
- 釜山西部巴士客運站（朝鲜语：부산서부시외버스터미널）
- 新羅大學
- 沙上高校
- 德浦市場
- E-mart沙上店
- 帕拉貢酒店
- 釜山銀行沙上站分行
- KB國民銀行沙上站分行
- 沙上站（韓國鐵道公社）

## 圖片

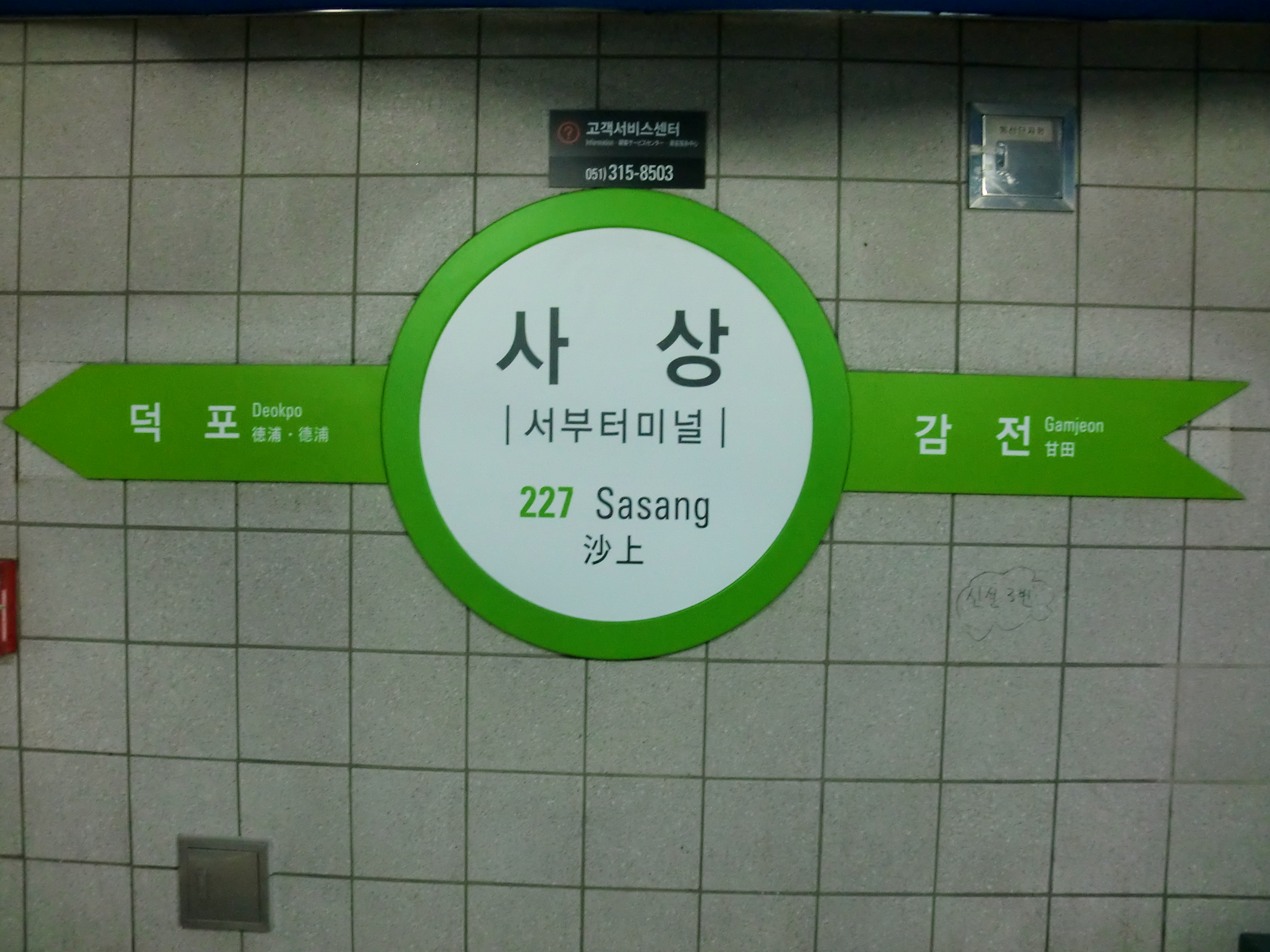
2號線站名牌
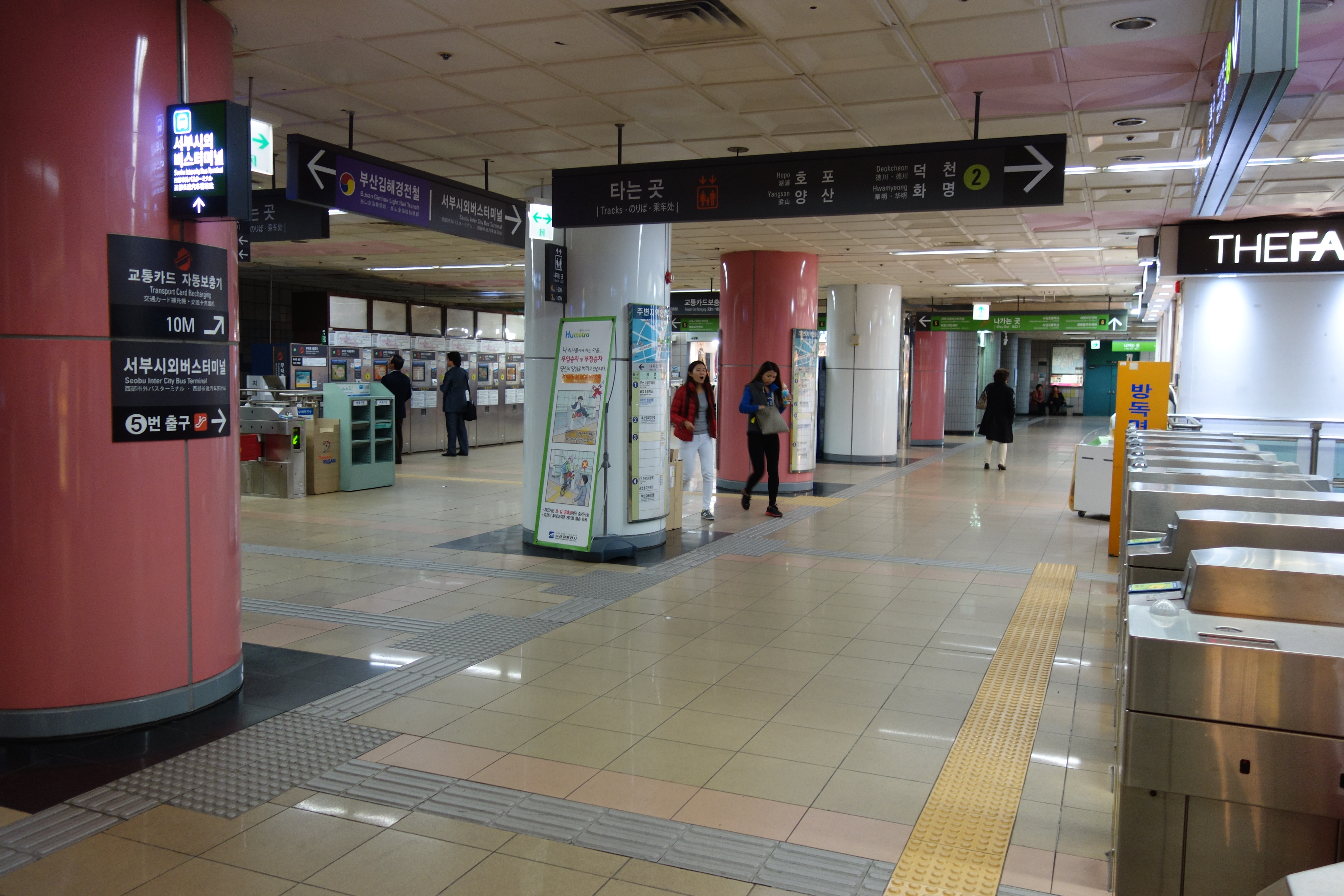
車站大廳
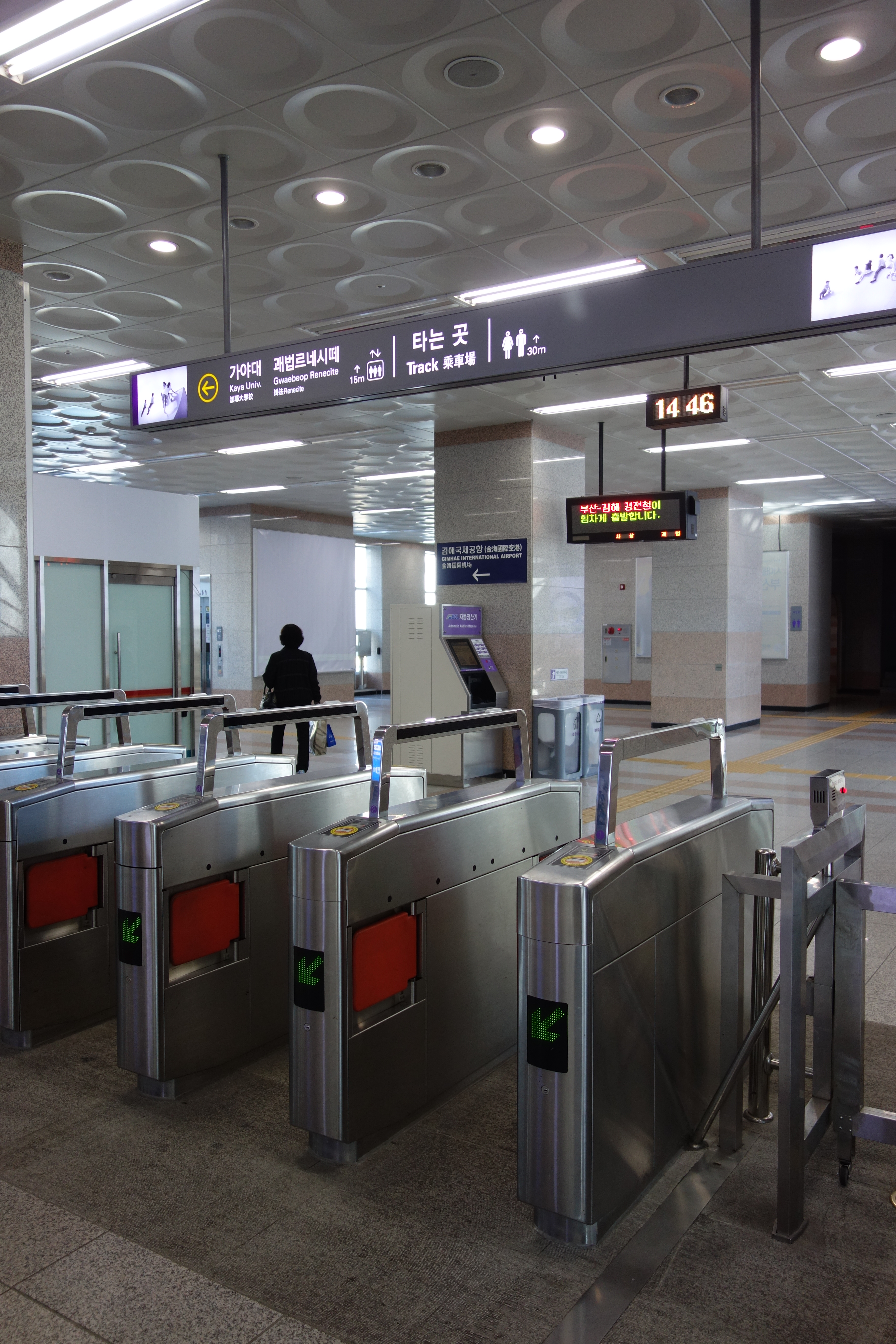
剪票閘口
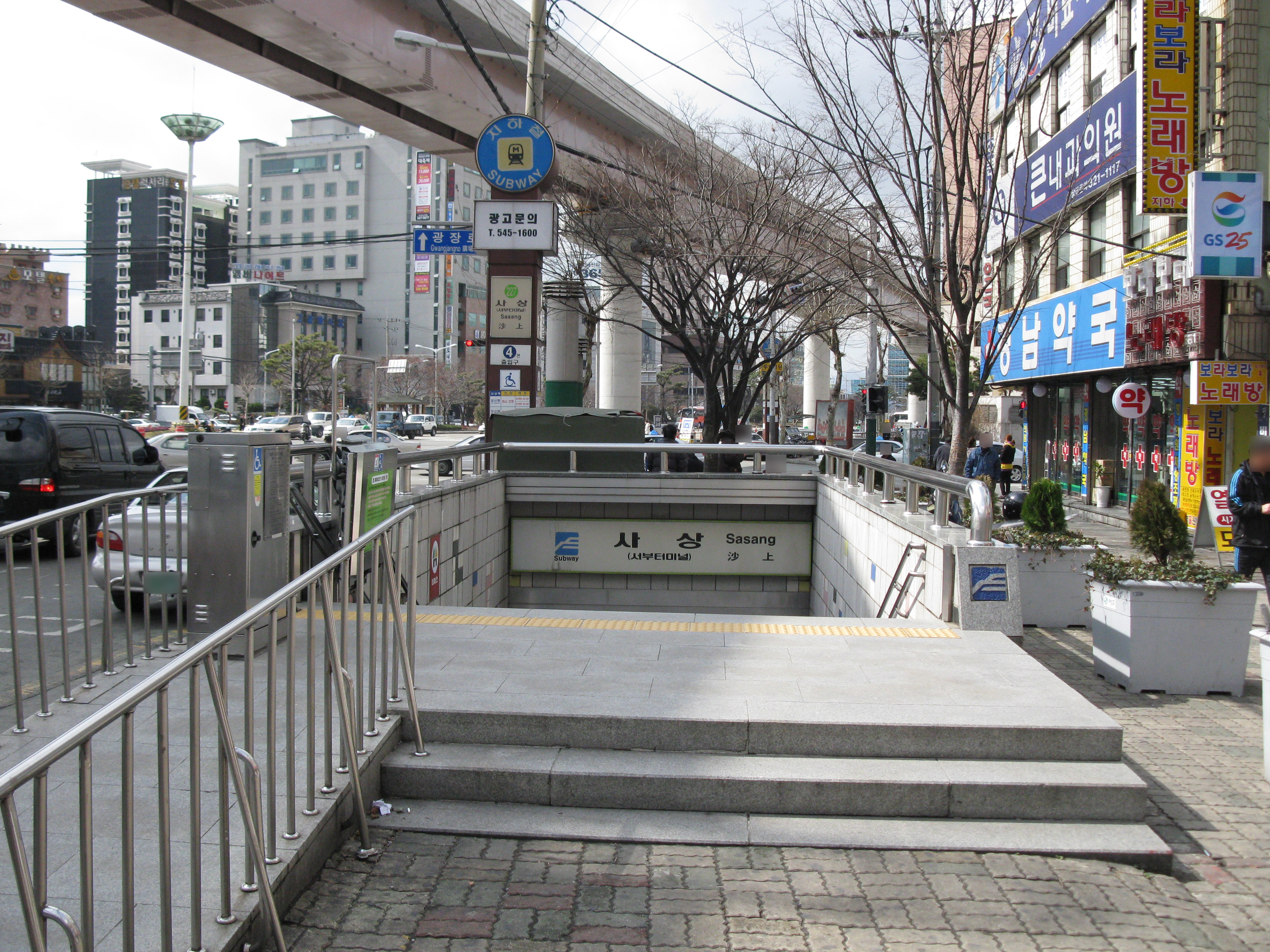
4號出口
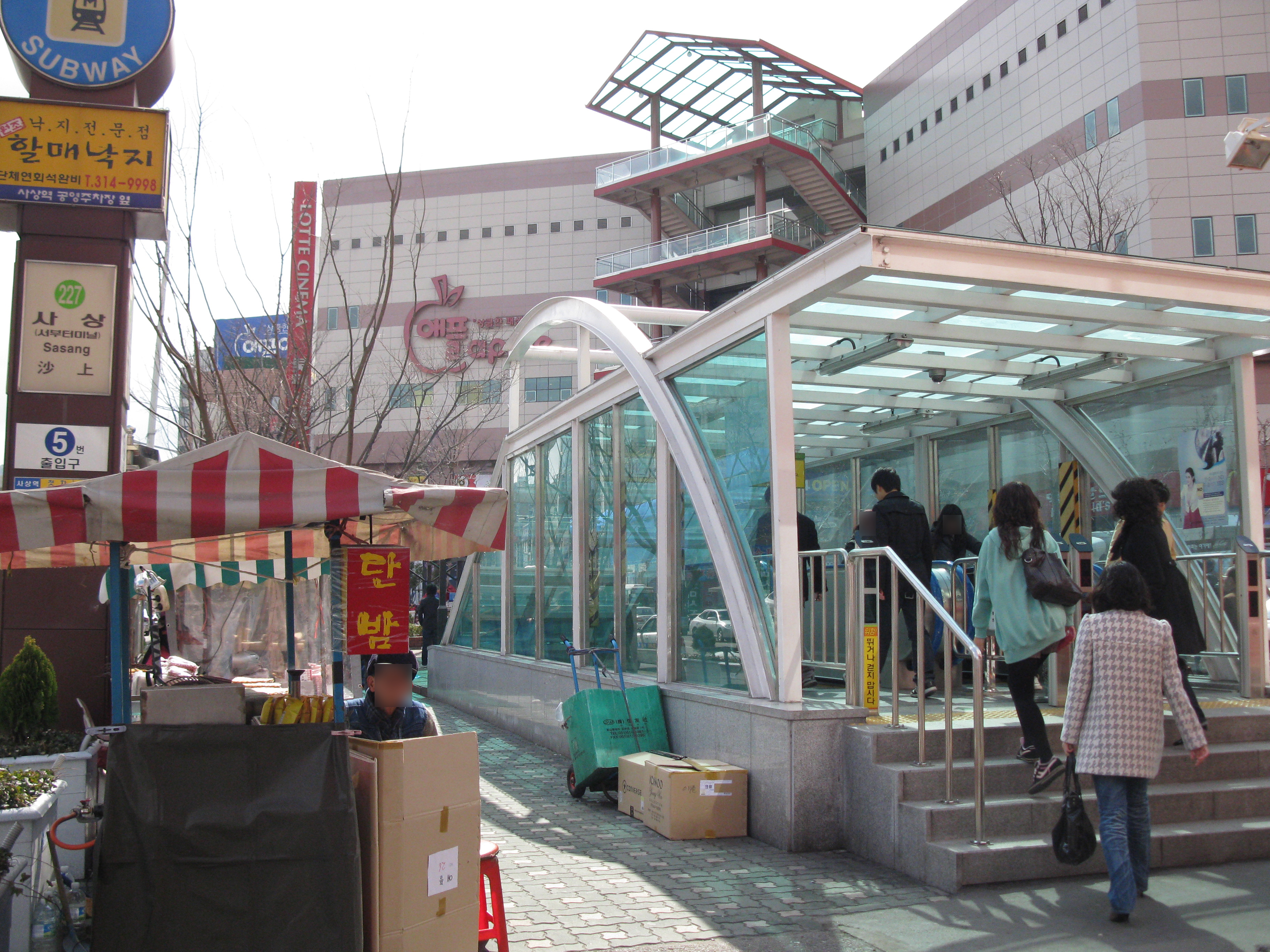
5號出口

## 相鄰車站
釜山交通公社
●釜山都市铁道2号线
甘田（226）－沙上（227）－德浦（228）
釜山-金海輕電鐵
●釜山－金海轻电铁
沙上（１）－掛法Renecite（２）